# 小行星2388
小行星2388（2388 Gase）是一颗绕太阳运转的小行星，为主小行星带小行星。该小行星于1977年3月13日发现。
該小行星以俄羅斯天文學家薇拉·蓋茲命名。

## 轨道参数
小行星2388的轨道半长轴为2.4492750 UA，离心率为0.182。